# Steiermark TV
STEIERMARK TV ist ein regionaler Kabelfernsehsender aus Graz und seit 6. September 2023 in mehreren Kabelnetzen regional in der Steiermark, aber auch überregional (u. a. A1, DREI TV, Magenta TV, HiWay, spusu tv, aber auch Zattoo) empfangbar. Darüber hinaus ist der Livestream des Senders auch über die Website steiermark.tv zu sehen. steiermark.tv enthält auch eine komplette Mediathek, wobei hier nicht nur Sendungen, sondern auch Einzelbeiträge abgerufen werden können.
Vorgestellt wurde der Sender im September 2023 in der Grazer Oper.
Gegründet wurde STEIERMARK TV von Fernsehproduzent und -regisseur Holger Bruckschweiger. 

## Sendung(en)
Das Programm besteht im Kern aus einer zweistündigen Schleife, die zehnmal pro Tag wiederholt wird. Hinzu kommt eine Vormittagsschiene, die vier Stunden lang Live-Übertragungen von Panoramakameras aus der Steiermark zeigt. Die Zwei-Stunden-Schleife gliedert sich in vier Sendungen, die an unterschiedlichen Tagen ausgetauscht werden. Die Hauptsendung ist da bin i daham, die zwei Mal pro Woche neu gestaltet wird (jeweils Mittwoch und Samstag). Hinzu kommt die Doku-Reihe Ein Stück Österreich, Wiederholungen der Berggespräche und auch eine Ausstrahlung des Filmmagazins Preview – Das Kinomagazin. 
Die Sendung da bin i daham wird von Gudrun Nikodem-Eichenhardt und (seit Anfang 2024) von Isabella Jan moderiert.